# Kamieńc
Kamieńc (kaszb. Kamińca-Młin, niem. Kamenz-Mühle) – osada w Polsce położona w województwie pomorskim, w powiecie bytowskim, w gminie Borzytuchom. 
Kamieńc (Kamińca-Młin) to także  nieistniejąca już osada przymłyńska. Osada stanowi kilka zabudowań nad rzeką Kamienicą na południowych obrzeżach Parku Krajobrazowego Dolina Słupi i w pobliżu drogi wojewódzkiej nr 209. Miejscowość wchodzi w skład sołectwa Jutrzenka.
W latach 1975–1998 miejscowość administracyjnie należała do województwa słupskiego.